# Torrent des Moros
El Torrent des Moros és un torrent del terme municipal de Tossa de Mar, a la Selva.
Es forma en un clot a ponent de Miramar, al sud-oest de sa Gavarra i al nord-est del Xalet Vermell, des d'on davalla cap a llevant fent un arc inflexionat cap al nord, passa pel sud de Miramar i travessa els Camps de Can Truges. De seguida després s'uneix a la Riera de Tossa ja a dins de Tossa de Mar.
Davant i al sud-est d'on s'ajunta a la riera de Tossa hi ha el Turó de Can Magí, amb la Torre dels Moros.